# Delwyn Young
Delwyn Rudy Young, né le 30 juin 1982 à Los Angeles (Californie) aux États-Unis, est un joueur américain de baseball évoluant en Ligue majeure de baseball avec les White Sox de Chicago.

## Biographie

### Carrière amateur
De 1997 à 2000, Delmon Young étudie au lycée de Littlerock (Californie) et se distingue chaque saison dans l'équipe de baseball comme joueur de deuxième but. Il est sélectionné par les Braves d'Atlanta au 31e tour de la draft 2000 (940e choix global), mais préfère s'inscrire au Riverside Community College où il remporte le titre de l'État de Californie. Il est de nouveau sélectionné par les Braves lors de la draft 2001 au 29e tour (885e choix global), mais ne signe toujours pas de contrat professionnel. Il rejoint l'équipe de baseball du Santa Barbara City College entraînée par Teddy Warrecker. Il établit plusieurs records sur une saison pour l'équipe avec 71 coups sûrs, 54 points, 15 circuits et 52 points produits. Lors de la draft 2002, il est sélectionné par les Dodgers de Los Angeles au 4e tour (121e choix global). Il signe son premier contrat professionnel le 12 juin.

### Carrière professionnelle
Pour sa première saison, il est assigné aux Great Falls Dodgers, l'équipe des rookies de l'organisation en Pioneer League. En 59 matchs, il frappe avec une moyenne de 0,300, 10 circuits (2e de la ligue) et 41 points produits.  En 2003, il rejoint les South Georgia Waves où il améliore ses statistiques avec 15 circuits, 73 points produits et une moyenne au bâton de 0,323 en 119 matchs. Avec 38 doubles, il devance tous les joueurs des ligues mineures de l'organisation. Il est sélectionné dans l'équipe-type de la ligue en fin de saison au poste de deuxième but. En 2004, il joue avec les Vero Beach Dodgers en Florida State League. En 129 matchs, il réussit 22 circuits (2e de la ligue) et 36 doubles (3e), produit 85 points (3e) et marque 76 points (5e). Il est sélectionné dans l'équipe-type de la ligue en fin de saison.
En 2005, il commence la saison avec les Jacksonville Suns, puis rejoint les Las Vegas 51s en Pacific Coast League. Au total, il réussit 162 coups sûrs dont 37 doubles et 20 circuits avec une moyenne de 0,305. En 2006, il est repositionné dans le champ extérieur où il joue 140 matchs pour les 51s, frappant 42 doubles (meilleur total de la ligue) et 18 circuits. Ses bonnes performances lui valent une première promotion en Ligue majeure au mois de septembre. Il apparaît lors de 8 rencontres comme frappeur ou coureur remplaçant.
En 2007, il participe au camp d'entraînement de pré-saison. Malgré des bonnes performances, il n'est pas retenu dans l'effectif des Dodgers et retourne à Las Vegas. En 121 matchs, il frappe avec une moyenne de 0,337, réussit 54 doubles (meilleur total de la ligue) et 17 circuits et produit 97 points (6e de la ligue). Cependant, son impatience au bâton lui vaut un total de 105 retraits sur prises. Il est de nouveau appelé en Ligue majeure au mois d'août et dispute son premier match comme titulaire dans le champ extérieur le 3 août face aux Diamondbacks de l'Arizona. Il réussit son premier coup sûr le lendemain toujours face aux Diamondbacks. Le 9 août, il réussit un 4 pour 4 au bâton pour sa deuxième titularisation dans l'alignement des Dodgers. Il retourne à Las Vegas après 8 matchs, laissant sa place à Shea Hillenbrand. Il revient à Los Angeles pour le mois de septembre, le plus souvent comme remplaçant. En 19 matchs de Ligue majeure, il obtient une moyenne de 0,382 avec 2 circuits et 3 points produits.
En novembre, il participe à la Coupe du monde de baseball 2007 avec l'Équipe des États-Unis de baseball. Il joue 10 rencontres et frappe avec une moyenne de 0,194 (6 pour 31). Il soutire quand même 7 buts-sur-balles (deuxième total de l'équipe) et il est décisif dans la victoire contre le Japon lors du tour préliminaire avec un circuit pour 3 points en début de rencontre. En finale, il réussit un simple et un double et marque un point lors de la première victoire des États-Unis contre Cuba en finale de la Coupe du monde.
Avant le début de la saison 2008, Young est repositionné au deuxième but, le poste de ses débuts, en raison d'un surnombre de titulaires potentiels dans le champ extérieur.
Il commence la saison 2009 sur la liste des blessés puis est transféré le 14 avril 2009 chez les Pirates de Pittsburgh.
En janvier 2011, il obtient un contrat des ligues mineures et une invitation au camp d'entraînement des Phillies de Philadelphie mais ne joue pas avec l'équipe dans la saison régulière suivante.
En janvier 2012, il est agent libre et rejoint les White Sox de Chicago.

## Statistiques de joueur
En saison régulière
| Statistiques de frappeur |            |     |     |    |     |    |    |    |     |    |       |
| Saison                   | Équipe     | G   | AB  | R  | H   | 2B | 3B | HR | RBI | SB | BA    |
| 2006                     | LA Dodgers | 8   | 5   | 0  | 0   | 0  | 0  | 0  | 0   | 0  | 0,000 |
| 2007                     | LA Dodgers | 19  | 34  | 4  | 13  | 1  | 1  | 2  | 3   | 1  | 0,382 |
| 2008                     | LA Dodgers | 83  | 126 | 10 | 31  | 9  | 0  | 1  | 7   | 0  | 0,246 |
| 2009                     | Pittsburgh | 124 | 354 | 40 | 94  | 16 | 2  | 7  | 43  | 2  | 0,246 |
| Totaux                   |            | 234 | 519 | 54 | 138 | 26 | 3  | 10 | 53  | 3  | 0,266 |

Note: J = Matches joués; AB = Passages au bâton; R = Points; H = Coups sûrs; 2B = Doubles; 
3B = Triples; HR = Coup de circuit; RBI = Points produits; SB = buts volés; BA = Moyenne au bâton 